# Janko Kos (politik)
za druge osebe istega imena in priimka glej Janko Kos (razločitev)
Janko Kos, slovenski politik, agronom in menedžer, * 29. junij 1961, Celje.
Od leta 2010 je župan Občine Žalec.

## Mladost
Po osnovni šoli, ki jo je obiskoval v Šempetru v Savinjski dolini, je s šolanjem nadaljeval na Srednji kmetijski šoli v Mariboru, nato pa s študijem agronomije na Višji agronomski šoli Maribor.  
Ob zaključku študija mu je rektor Univerze podelil bronasto plaketo Univerze „za izredno uspešen študij in zavzeto delo v šolski samoupravi in ZSMS“. Po končanem prvostopenjskem študiju se je kot inženir agronomije leta 1984 zaposlil na Hmezad Kmetijstvo Žalec, kjer je postal pomočnik vodje poslovne enote. 

## Politika in poslovna pot
Njegova poslovna pot se je ves čas prepletala s politično. Tako se je konec leta 1985 zaposlil kot sekretar v ZSMS, od koder se je leta 1988 ponovno vrnil v Hmezad Žalec. Leta 1990 se je zaposlil na Zavarovalnici Triglav, Skupina Triglav, kjer je ostal vse do prve izvolitve za župana na lokalnih volitvah leta 2010. 
V tem času je nadaljeval tudi s študijem. Drugo stopnjo študija je opravil na Fakulteti za organizacijske vede Univerze v Mariboru, kjer je pridobil naziv univerzitetni diplomiran organizator, nato pa je nadaljeval še s podiplomskim študijem na Fakulteti za management Univerze na Primorskem ter pridobil naziv specialist managementa. 
Na Zavarovalnici Triglav je opravljal razne vodstvene in vodilne pozicije, pretežno na področju trženja in prodaje. Dva mandata je bil tudi predsednik Sveta delavcev Skupine Triglav, dva mandata član Nadzornega sveta Zavarovalnice Triglav. Od leta 1999 do leta 2005 je bil podžupan Občine Žalec ter član nekaterih nadzornih svetov javnih podjetij. 

### Župan
Leta 2010 je bil na lokalnih volitvah kot član Socialnih demokratov izvoljen za župana Občine Žalec. V svojem drugem mandatu je sprejel odločitev o izgradnji fontane piv Zeleno zlato, ki je Žalec postavila na svetovni turistični zemljevid. Za župana je bil ponovno izvoljen na volitvah leta 2014, 2018 in 2022. 25 let je tudi pooblaščena oseba za sklepanje zakonskih zvez.   

## Zasebno
Je aktiven prostovoljec in podpornik ter član številnih društev. Najdaljši staž ima kot član PGD Ložnica in Planinskega društva Galicija.  